# Isoproterenol
L'isoproterenol  o  isoprenalina  és un medicament simpaticomimètic que actua a nivell dels receptors beta adrenèrgics. A medicina s'usa per al tractament de l'asma relaxant les vies aèries i permetent un major flux d'aire. S'usa també contra la bronquitis i l'emfisema.

## Usos clínics
La isoprenalina s'usa en la clínica com un aerosol inhalat per a la teràpia de l'asma. Encara que és un activador dels receptors adrenèrgics, la seva acció s'assembla als medicaments que tendeixen a ser agonistes més selectius dels receptors β2-adrenèrgics, per la seva capacitat de causar relaxació de les vies aèries respiratòries.
S'usa també en ampul·les amb el nom comercial Isuprel ® i en forma de píndola sublingual per al tractament de l'asma, bronquitis crònica i emfisema.
Usat amb precaucions mèdiques, pot ser usat per al tractament d'arrítmies del tipus  torsade de pointes  i, en general, quan el trastorn no respon al magnesi.

## Farmacologia
El isoproterenol és un agonista dels receptors β  1  i β  2  utilitzat per l'asma abans de l'ús global del salbutamol, el qual té efectes més selectius sobre les vies aèries. El seu via d'administració pot ser intravenós, oral, intranasal, subcutani o intramuscular, depenent del seu ús. La seva vida mitjana al plasma sanguini és d'aproximadament 2 hores.
L'efecte del isoproterenol sobre el sistema cardiovascular es relaciona a la seva acció sobre els receptors adrenèrgics β  1  i β  2  de l'múscul esquelètic de les arterioles s produint vasodilatació. L'isoproterenol té un efecte inotròpic cronotrópico positiu sobre el cor, elevant la pressió arterial sistòlica, mentre que pels seus efectes vasodilatadors, tendeix a produir una pressió arterial diastòlica baixa.
Els efectes adversos del isoproterenol es relacionen amb els seus efectes cardiovasculars, pot produir un augment en la freqüència cardíaca (taquicàrdia) el que predisposa l'individu a trastorns del ritme cardíac. Per això, l'isoproterenol no ha de ser usat en pacients amb cardiopatia isquèmica.